# Берёзовка (Стародубский район)
Берёзовка — деревня в Стародубском муниципальном округе Брянской области.

## География
Находится в южной части Брянской области у юго-западной границы районного центра города Стародуб.

## История
До 1964 — хутор, в 1964 объединен с хутором Беловщина в деревню Березовка. До 2019 года входила в состав Занковского сельского поселения, с 2019 по 2020 в состав Понуровского сельского поселения Стародубского района до их упразднения.

## Население
Численность населения: 209 человек в 2002 году (русские 98 %), 223 в 2010.